# Julian Hoyer
Julian Hoyer (* 18. September 2001) ist ein deutscher Volleyballspieler.

## Karriere
Hoyer spielte in seiner Jugend bei Bremen 1860 und bei der VSG Hannover, mit der er als Nordwestdeutscher Meister bei der deutschen U20-Meisterschaft antrat. Seit 2017 war der Außenangreifer auch beim VC Olympia Berlin aktiv. Mit der deutschen Junioren-Nationalmannschaft gewann er 2018 die U18-Europameisterschaft, wofür er mit dem Nachwuchsförderpreis der Deutschen Olympischen Gesellschaft Bremen geehrt wurde. Von 2018 bis 2021 spielte Hoyer mit dem VCO Berlin in der ersten und zweiten Bundesliga. Anschließend wechselte er zum Zweitligisten VC Bitterfeld-Wolfen, mit dem er 2023 in die Bundesliga aufstieg.
Hoyer spielte von 2015 bis 2017 mit verschiedenen Partnern auch Beachvolleyball auf diversen Jugendmeisterschaften.